# Vastgoedbelasting
Vastgoedbelasting is een rijksbelasting die in Caribisch Nederland wordt geheven op het bezit van zakelijk vastgoed en tweede woningen. De vastgoedbelasting wordt geregeld in hoofdstuk IV van de Belastingwet BES.
De vastgoedbelasting wordt formeel geheven over de voordelen uit een onroerende zaak. Het tarief bedraagt (vanaf 2013) 20% over deze voordelen. De wet veronderstelt dat deze voordelen 4% van de waarde van een onroerende zaak bedragen. Dat betekent dus dat de vastgoedbelasting 0,8% over de waarde van het vastgoed bedraagt. Voor hotels geldt een lager tarief van 10% (0,4% over de waarde), omdat hotels naar de mening van de Regering onevenredig zwaar zouden worden belast door het bezit van waardevol vastgoed (door de ligging aan zee en/of door het uitzicht op zee), terwijl de rentabliliteit daarvan relatief laag is.
Hoewel de vastgoedbelasting al in 2011 is ingesteld, kon ze aanvankelijk niet worden geïnd omdat het gegevensbestand over de waarde en het eigendom van het vastgoed nog niet op orde was. Mede daarom zijn de tarieven over de jaren 2011 en 2012 met terugwerkende kracht verlaagd naar 15% (effectief 0,6%) en 5% (effectief 0,2%) voor hotels.
De eigen woning valt buiten het bereik van de vastgoedbelasting. Deze kan echter wel als eilandbelasting door de openbare lichamen Bonaire, Sint Eustatius of Saba worden belast (onder de naam ‘grondbelasting’). Voor tweede woningen die in het bezit zijn van natuurlijke personen, kent de vastgoedbelasting een vrijstelling over de waarde van de eerste 50.000 dollar.

## Opcenten
De openbare lichamen Bonaire, Sint Eustatius en Saba mogen opcenten heffen op de hoofdsom van de vastgoedbelasting (art. 43, lid 1, sub b FinBES).